# مصعبي
المصعبي هو نوع من أنواع الزيتون السوري، يكون ثمره عند النضج أسود اللون كبير الحجم متطاول الشكل.

## الاستفادة
تتم زراعة هذا النوع من الزيتون من أجل الاستفادة منه كزيتون مائدة الانتاجية العالية ونسبة الزيت فيه قليلة وتتراوح بين 8 إلى 10 بالمئة من وزن الحبة.

## الإنتاجية
انتاجية الشجرة سنويا تتراوح بين 50 إلى 70 كيلو غرام سنويا.

## الاحتياجات المائية
الاحتياجات المائية لشجرة الزيتون المصعبي تتراوح 450-800 ملم سنويا ملم سنويا فهو غير مقاوم للجفاف وبالتالى فإنه يحتاج للري المستمر ويزرع تحديداً في ريف دمشق.

## مقاومة الأمراض
شجرة زيتون المصعبي غير مقاومة لحفار الساق و مقاومة لعين الطاووس.

## طالع أیضا
- زيتون
- جلط تدمري
- مهاطي
- محزم أبو سطل
- خضيري
- قيسي
- جلط
- دعيبلي
- صوراني
- عجيزي
- زيتي